# Michael Roiz
Pour les articles homonymes, voir Roiz.
Michael Roiz est un joueur d'échecs israélien né le 12 octobre 1983 à Saratov en Union soviétique.

## Biographie et carrière
Né en URSS, Michael Roiz émigra de la Russie vers Israël en 1995 et reçut le titre de Grand maître international en 2003.
Lors des championnats d'Europe de la jeunesse de 1997 (moins de 14 ans), Michael Roiz finit deuxième à Tallinn. Il remporta le tournoi de Tel-Aviv (Chavouot) en 1997 et de Vallejo en 2007. En 2007, il finit 1er-8e de l'open de l'île de Man.
Roiz a représenté Israël lors des olympiades d'échecs de 2004 et de 2008, du Championnat d'Europe d'échecs des nations (en 2003, 2007, 2009 et 2011) et du Championnat du monde d'échecs par équipes (en 2005, 2010 et 2011). Lors des deux olympiades, il  marqua 10 points sur 15 (+5 =10) et remporta la médaille d'argent par équipe lors de l'olympiade d'échecs de 2008 (il jouait au deuxième échiquier). Lors du Championnat d'Europe d'échecs des nations de 2007, il jouait au troisième échiquier et remporta une médaille d'argent et une médaille d'or individuelle.